# جرمین براون
جرمین براون (انگلیسی: Jermaine Brown؛ زادهٔ ۱۲ ژانویهٔ ۱۹۸۳) ورزشکار فوتبال اهل بریتانیا است.
از باشگاه‌هایی که در آن بازی کرده‌است می‌توان به باشگاه فوتبال آرسنال، باشگاه فوتبال بوستون یونایتد، باشگاه فوتبال آلدرشات تاون، باشگاه فوتبال کولچستر یونایتد، باشگاه فوتبال لوس، و باشگاه فوتبال چلمزفورد سیتی اشاره کرد.